# Потурай Сергій Омелянович
Сергій Омелянович Потурай (8 жовтня 1936, Масломичі, гміна Грубешів, Грубешівський повіт, Люблінське воєводство, Польща — 24 травня 2000, Володимир-Волинський, Волинська область, Україна) — володимир-волинський міський голова.

## Біографія
Народився в українській родині. 1946 р. разом із родиною примусово переселений з рідного села в УРСР. Навчався у володимир-волинській школі № 2 та Київському педагогічному університеті імені Тараса Шевченка за спеціальність філологія.
Працював директором школи у селі Бубнів Володимир-Волинського району Волинської області, інспектором шкіл району, завідувачем районного відділу культури, вчителем у ряді міських шкіл. Також обіймав посаду директора володимир-волинської школи-інтернату для дітей-сиріт.
Відтак перейшов на партійну роботу — завідувачем відділом агітації та пропаганди райкому КПУ, секретарем райкому та міськкому КПУ.
У листопаді 1983 обраний головою міськвиконкому Володимира-Волинського, у 1985 році після чергових виборів до місцевих органів влади переобраний головою місьвиконкому. У жовтні 1988 року ліквідували Володимир-Волинську районну раду, передавши її повноваження міській раді, яка фактично стала міськрайонною, утім уже в листопаді 1988 року головою міськвиконкому обрали Петра Саганюка, а Потурай став одним із його заступників. На цій посаді працював до 1992 року, до чергової реорганізації міської ради. Після звільнення з посади в міській раді працював заступником голови районної адміністрації, та головою міськрайонної організації товариства захисту пам'яток історії та культури. Тривалий час займався краєзнавчою діяльністю, є автором низки краєзнавчих розвідок. Як голова міськрайонної організації Українського товариства охорони пам'яток історії та культури нагороджений Почесною грамотою Президії Верховної Ради України.
Після виходу на пенсію проживав у Володимирі-Волинському, помер у 2000 році.

## Твори
- Потурай С.О. Володимир-Волинський район // Українська радянська енциклопедія. Т. 2 : Боронування-Гертелі. Вид. 2-ге. 1978. С. 377-378.
- Потурай С. Володимир-Волинський меморіальний комплекс. — Львів, 1975. — 21с.